# Aegocera triangularis
Aegocera triangularis är en fjärilsart som beskrevs av Friedrich Wilhelm Niepelt 1937. Aegocera triangularis ingår i släktet Aegocera och familjen nattflyn. Inga underarter finns listade i Catalogue of Life.